# Rodrigo Pessoa
Rodrigo de Paula Pessoa (Paris, 29 de novembro de 1972) é um cavaleiro brasileiro, campeão olímpico nos Jogos Olímpicos de Atenas 2004, e tricampeão mundial de hipismo.
Rodrigo Pessoa é filho de Nelson Pessoa, renomado cavaleiro brasileiro. Hoje, Rodrigo é um dos maiores representantes do hipismo brasileiro no mundo, sendo detentor de quase todos os prêmios de prestígio no cenário mundial. Apesar de nunca ter morado no Brasil, optou pela cidadania brasileira aos 18 anos.
Entre os anos de 2000 e 2001, Rodrigo Pessoa competiu pelo Club de Regatas Vasco da Gama.[carece de fontes?]

## Trajetória esportiva

### Olimpíadas
Rodrigo foi o cavaleiro mais jovem dos Jogos Olímpicos de Barcelona, em 1992, ficando em 9.º lugar na classificação individual.
Fez parte da equipe que conquistou a medalha de bronze nos Jogos Olímpicos de Atlanta, em 1996,  e com a mesma equipe repetiram o feito nos Jogos Olímpicos de Sydney em 2000. Seu resultado individual, no entanto, ficou comprometido pelo desempenho do cavalo Baloubet du Rouet, que refugou três vezes durante o percurso na prova final.
Em 2004, nos Jogos Olímpicos de Atenas, tornou-se campeão olímpico de saltos individual após a desclassificação por doping do cavalo do então primeiro colocado, o irlandês Cian O'Connor.
Nos Jogos Olímpicos de Pequim 2008 obteve o 5.º lugar no salto individual. Quase herdou um lugar no pódio pela desclassificação de adversários cujos cavalos foram flagrados por doping. Mas seu cavalo, Rufus, também foi testado positivo para a substância analgésica proibida em animais nonivamida. Foi desqualificado da prova, suspenso por 135 dias e multado em 1285 euros.
Em 2012, Pessoa foi porta-bandeira do Brasil na cerimônia de abertura dos Jogos Olímpicos de Londres. Acabaria longe do pódio no individual e em oitavo na disputa por equipes.
Em 2016, Pessoa acabaria não aceitando ficar na equipe reserva que disputaria a Olimpíada do Rio, cedendo sua vaga a Felipe Amaral, e durante os Jogos atuou como comentarista para a televisão francesa.
Nos Jogos Olímpicos de Tóquio, adiados para 2021 após a pandemia de COVID-19, Pessoa participou apenas da eliminatória por equipe, desistindo de participar da final após seu cavalo refugar duas vezes no percurso.
Na Paris 2024, sua terra natal, Rodrigo disputou sua sétima Olimpíada como o atleta brasileiro mais velho da delegação, aos 51 anos. A equipe de saltos foi desclassificada da prova, mas Pessoa se qualificou para a final individual, mas abandonou a disputa após cometer duas faltas no início do percurso.

### Pan-americanos
Ganhou a medalha de ouro por equipe nos Jogos Pan-Americanos de 1995 em Mar del Plata.
Nos Jogos Pan-Americanos de 2007 no Rio de Janeiro, conquistou a medalha de prata na categoria individual e ouro por equipe. Nos Jogos Pan-Americanos de 2011 em Guadalajara, foi medalhista de prata por equipe.
Apesar de interessado em conseguir um título nos Jogos Pan-Americanos de 2023 em Santiago, inicialmente pediu dispensa da equipe, com a mídia especulando que o motivo seria a convocação de Álvaro de Miranda Neto, com quem cortou relações após uma briga durante a Olímpiada de 2016. Voltou atrás dois dias depois, dizendo que o motivo de sua dúvida foi não saber se seu cavalo Major Tom estaria em plenas condições. Dois erros de Pessoa na final por equipes fizeram o Brasil cair da liderança para acabar com a medalha de bronze.

### Outras competições
Aos nove participou de seu primeiro campeonato, em Hickstead, na Inglaterra, na classe pônei. Aos 12 anos foi morar na Bélgica com a família, onde conquistou o campeonato belga de pônei.
Em 1992 conquistou seu primeiro grande prêmio na Copa do Mundo de Hipismo em Malines, na Bélgica. Em 1996 venceu o Grande Prêmio da Alemanha, recebendo o título de melhor cavaleiro, em Paris e Zurique.
Na competição por seleções, oficialmente chamada de "Copa das Nações", a equipe brasileira repetiu o resultado de Olimpíadas de Atlanta e ficou com o bronze. O resultado foi conseguido através de um desempate contra a equipe da França – e com uma grande atuação de Rodrigo em três percursos perfeitos.
Em 1999 venceu, pela segunda vez, a Copa do Mundo, em Gotemburgo, na Suécia, e chegou ao segundo lugar no ranking mundial de hipismo, na categoria sênior. Em 2000, foi pela terceira vez consecutiva campeão da Copa do Mundo.
Foi também campeão da Copa do Mundo em Helsinque, e do Campeonato Mundial em Roma, disputado a cada quatro anos.

## Vida pessoal
É casado desde 2009 com a amazona estadunidense Alexa Weeks, com quem tem três filhas. Em 2019 se mudou para a cidade natal de Alexa, Wilton, Connecticut.